# Seen (artysta)

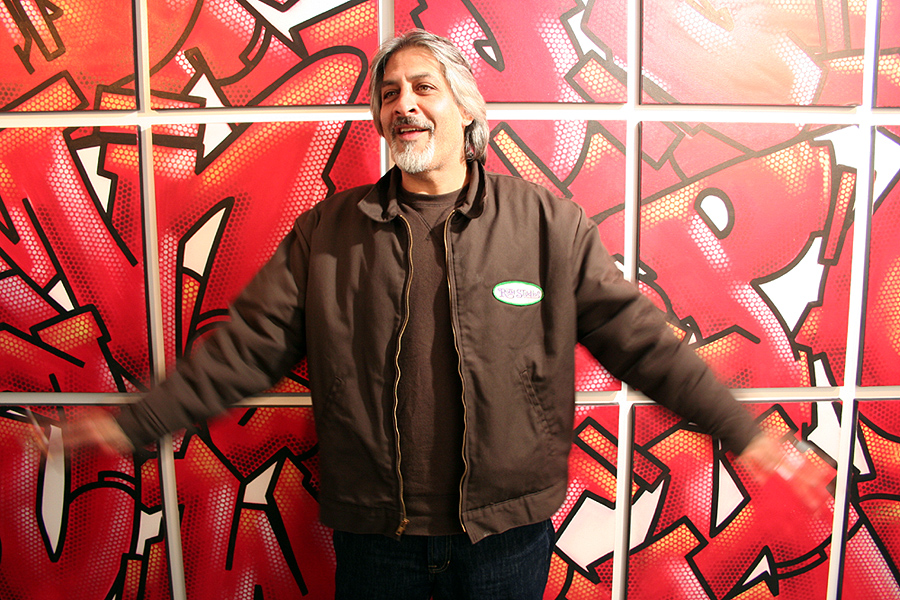
Richard Mirando, pseudonim Seen

Richard Mirando, znany jako Seen (ur. 17 października 1961 w dzielnicy Bronx, Nowy Jork), jest jednym z najsłynniejszych amerykańskich artystów graffiti, często nazywanym także The Godfather of Graffiti (Ojciec Chrzestny Graffiti).
Seen rozpoczął malowanie w nowojorskim metrze w 1973. Jego crew "United Artists" (lub po prostu UA - "Zjednoczeni Artyści") szybko zdobyła szacunek przez malowanie całych wagonów wielokolorowymi pracami. W skład UA wchodzili tacy artyści jak Pjay, Duster, Seen i brat Seen'a, MAD.